# Migdonia (Mesopotamia)
La Migdonia era un antico regno della Mesopotamia, avente per capitale Nisibis. 
Questa regione venne dominata da molti imperi, come gli Achemenidi e gli Elleni. Nel III secolo a.C. venne occupata dai Parti, ma nel I secolo a.C. venne conquistata da Tigrane II. 
Divenne provincia romana sotto Traiano, ma venne abbandonata da Adriano. In seguito venne conquistata dai Sasanidi, che la domineranno fino al periodo dell'islamizzazione.